# Suraj
Suraj (en rus: Сураж) és una ciutat de l'óblast de Briansk, a Rússia, segons el cens del 2021 tenia 11.176 habitants. És la capital administrativa del districte (raion) homònim. Es troba a la vora del riu Íput, a uns 30 km al nord-est de Klintsí, a la carretera que duu a Katsiukóvitxi.

## Història
Es coneix l'existència de l'assentament en documents des del 1650, quan era una vila rural al vólost de Mglin. El 1781 passà a ser ciutat i capital d'uiezd, des de començaments del segle XIX a la governació de Txernígov. La República de Rússia traslladà la capital de districte a Klintsí el 1921, fins que el 1929 la Unió Soviètica creà l'actual raion de Suraj. Durant l'època soviètica cresqué notablement al voltant d'una important fàbrica de cartró, que continua sent gairebé l'única base de la seva economia; a causa d'això, el 2009 entrà a la llista oficial de ciutats russes que reben subvencions per pal·liar la seva dependència d'una sola indústria.